# Barbara Cunningham
Barbara Gladys Cunningham (* 28. Juli 1926 in Adelaide als Barbara Gladys Conduit; † 23. August 2022 in Melbourne) war eine australische Turnerin und Eisschnellläuferin.

## Karriere
Barbara Cunningham war australische Meisterin im Eisschnelllauf und nahm bei den Olympischen Sommerspielen 1956 in Melbourne an allen Geräten teil. Cunningham erzielte mit Platz 60 im Wettkampf am Stufenbarren ihr bestes Resultat. 
Nach den Olympischen Spielen gründete sie den Cheltenham Youth Club. Cunningham wurde mit dem Athlete Award of Distinction ausgezeichnet und später in die Athlete Roll of Honour aufgenommen. 1991 wurde sie zum lebenslangen Mitglied von Gymnastics Victoria ernannt.